# Dustards (фильм)
Dustards — документальный роуд-муви режиссёра Станислава Гуренко о мотопутешествии по западу Украины. Премьера состоялась 3 ноября 2016 года.
Фильм «Dustards» — это рассказ о диалоге человека с природой, о ценности мужской дружбы, о выборе и о том, что путешествие, даже самое короткое, меняет человека навсегда.
Выход в прокат на Украине — 20 апреля 2017 года.

## О фильме
История фильма началась летом 2015 года, когда четверо друзей и небольшая съемочная группа отправились познавать полный очарования и невероятной красоты мир диких Карпат.

Дождь, жара, пыль, усталость, недостаток сна и т. д. — все это малая часть того, что было в нашем путешествии. Но те эмоции, которые лично я испытал и продолжаю испытывать, работая над фильмом, для меня стали главной мотивацией и вдохновением для работы.— режиссер фильма Станислав Гуренко
Кроме четырёх друзей, полноправными актерами ленты стали четыре модифицированных мотоциклы: Honda CX500 1982 года, Yamaha XS750 1978 года, BMW R100 1986 года и HondaMagna 1985 года.
Свою задачу создатели ленты видят в том, чтобы каждый зритель фильма после его просмотра почувствовал неодолимое желание выйти из дома и отправиться в странствия, кто-то — в дорогу, кто-то — на поиски самого себя.

## Интересные факты
- Это первый украинский документальный фильм[4] о мотопутешествии[5] в Карпаты.
- Фильм изготовила и запустила компания Red Glass Production[6], известная рекламными съемками для известных брендов и сотрудничеством с такими артистами, как Pianoбой, O. Torvald, LOBODA и другими. Это первый кинопроект, которым занимается команда Red Glass.
- Первый тизер фильма является также клипом на песню SashaBoole «Дорога»[7].

## Награды
- 2017 — Platinum award[8] / International Independent Film Festival (Los Angeles)[9]
- 2017 — Best documentary / London Independent Film Awards[10]
- 2017 — Remi Award / Worldfest — Houston International Film Festiva
- 2017 — Berlin International Filmmaker Festival of the World 2017 — Official selection

## Трейлеры
- Украинский трейлер-музыкальный клип к фильму
- Трейлер фильма с субтитрами на английском языке
- Официальный трейлер для кинотеатров